# Idoia Murga Castro
Idoia Murga Castro (Madrid, 1983) es una docente e investigadora española del Consejo Superior de Investigaciones Científicas, especialista en el estudio de las relaciones entre la danza y las artes visuales.

## Biografía
Nació en Madrid en 1983. Es doctora en Historia del Arte por la Universidad Complutense de Madrid, con Mención de Doctorado Europeo y Premio Extraordinario de Doctorado.Está titulada en danza clásica por la Royal Academy of Dance y la Imperial Society of Teachers of Dancing.Realizó su tesis doctoral con una beca de formación de profesorado universitario (FPU) en el Instituto de Historia del CSIC, que completó con estancias de investigación en The Courtauld Institute of Art (Londres), Columbia University (Nueva York) y el Centre André Chastel (INHA, CNRS-Paris IV Sorbonne).Ha sido investigadora visitante en  la Universidad de Cambridge, la Universidad de Buenos Aires y la Universidad Nacional Autónoma de México.
Entre 2012 y 2018 fue profesora en la Universidad Complutense de Madrid.Es Científica Titular del Instituto de Historia del CSIC y jefa de su Departamento de Historia del Arte y Patrimonio, donde trabaja en torno a los estudios de danza y su relación con las artes visuales. 
Su principal línea de investigación es el estudio de las relaciones entre la danza y las artes visuales, y su papel en la conformación de imaginarios e identidades.
Ha trabajado en el ámbito museístico como comisaria, asesora científica y coordinadora de exposiciones. En la Residencia de Estudiantes comisarió Poetas del cuerpo. La danza de la Edad de Plata.Junto a Carmen Gaitán Salinas comisarió la muestra Al bies: Las artistas y el diseño en la vanguardia española, celebrada en el Museo Nacional de Artes Decorativas de Madrid entre noviembre de 2023 y marzo de 2024.
Dirige varios proyectos de I+D+i sobre historia de la danza y dance studiesDesde 2020, es académica de número electa de la Academia Joven de España para el periodo de cinco años.

## Obra
Es autora de artículos publicados en revistas indexadas, de monografías, catálogos de exposiciones y capítulos de libro y ha editado distintos volúmenes. Forma parte de los consejos de redacción de Archivo Español de Arte y Acotaciones, además de formar parte del consejo asesor de la revista argentina Investigaciones en Danza y Movimiento.
Entre sus publicaciones cabe destacar:
- La danza: cuerpos en movimiento a través de la historia (Cátedra, 2023).[8]
- Tras los pasos de la Sílfide. Imaginarios españoles del ballet romántico a la danza moderna (Ministerio de Cultura y Deporte, 2022).[9]
- Poetas del cuerpo. La danza de la Edad de Plata (Residencia de Estudiantes, 2017), primer Premio Nacional 2018 al libro mejor editado en 2017.[10]

## Premios y reconocimientos
- 2023 Consolidator Grant para desarrollar el proyecto Spain On Stage: Dance and the Imagination of National Identity. Agencia Estatal Consejo Superior de Investigaciones Científicas.[11]
- 2023 Premio Nacional de Investigación para Jóvenes 'María Moliner' en el área de Humanidades.[12]
- 2021 Premio Julián Marías a investigadores de menos de 40 años.[13][14]
- 2018 Primer Premio Nacional 2018 al libro mejor editado en 2017.[10]
- 2018 Primer Premio de Transferencia de Tecnología y Conocimiento de la UCM en el Área de Ciencias y Humanidades.[15]